# Senza regole (Articolo 31)
Senza regole è un singolo del gruppo musicale italiano Articolo 31, il primo estratto dal quinto album in studio Xché sì! e pubblicato il 3 dicembre 1999.
Il brano ha visto la partecipazione di Bengi, frontman dei Ridillo.

## Tracce
12"
- Lato A

1. Senza regole (con Bengi (Ridillo) Radio Edit) – 4:06
2. Senza regole (Strumentale) – 4:06

- Lato B

1. Cattivo gusto – 5:00

CD promozionale
1. Senza regole (con Bengi (Ridillo) Radio Edit) – 4:06